# Spitzmauer
Spitzmauer je výrazný, 2446 m n. m. vysoký vrchol v rakouském pohoří Totes Gebirge. Ze všech stran má tvar pyramidy, májestátně vypadá hlavně při pohledu od jihu z údolí Stodertal z obce Hinterstoder. Na vrchol je možné se dostat jak trochu těžším chodeckým terénem (nepříjemná suťoviska, přelézání velkých balvanů a kličkování mezi hlubokými dírami), tak po mírně obtížné zajištěné cestě Stodertaler Klettersteig a také některou z mnoha horolezeckých tras obtížnosti 2 až 7 UIAA. Pokud zvolíte normální výstupovou cestu bez zajištěné cesty, překvapí vás bizarní až měsíční krajina typická pro pohoří Totes Gebirge. Obě turistické i většina horolezeckých tras vedou z Hinterstoderu přes chatu Prielschutzhaus a překonávají značný výškový rozdíl 1850 metrů.

## Historie
První turistický výstup na vrchol podnikli C. Stelzer, H. Langeder a horský vůdce Matthias Hotz. První horolezecký výstup na vrchol skrze mohutnou východní stěnu podnikli v roce 1906 R. Damberger a H. Kirchmayr.

## Přístup
Z údolí Stodertal z obce Hinterstoder (591 m n. m.).

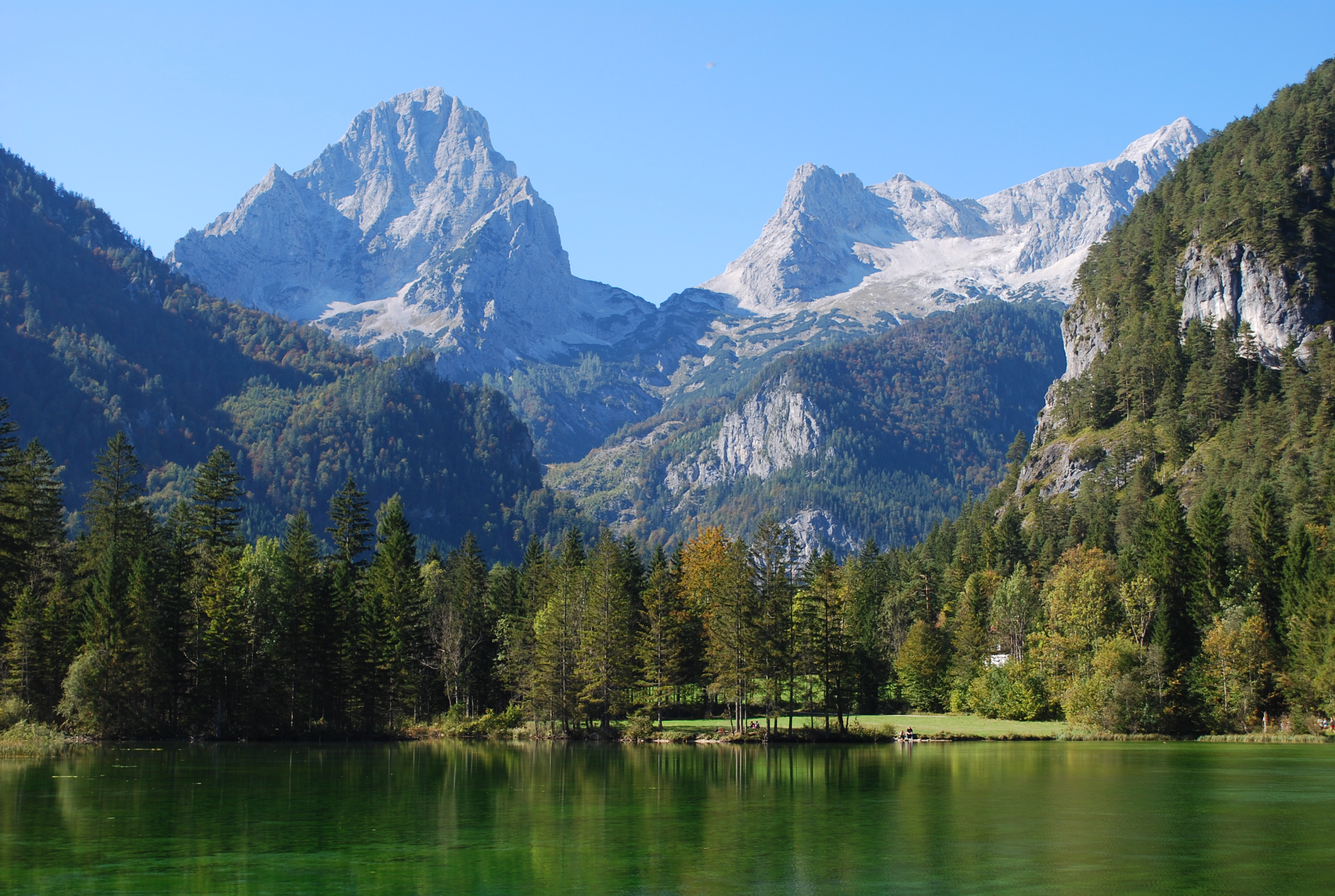
Spitzmauer z Hinterstoderu

## Výstup
- Z Hinterstoderu se vystoupí kolem vodopádu Klinser Wasserfall k chatě Prielschutzhaus. Od chaty pokračuje cesta dál. Po chvíli se od ní oddělí odbočka doprava vedoucí k velmi těžké zajištěné cestě Bert Rinesch Steig na Grosser Priel. Po dalším stoupání následuje další odbočka na Grosser Priel – tentokrát normální výstupová cesta. V sedle Klinserscharte se cesta opět rozděluje: rovně vede normální výstupová cesta na Spitzmauer přes sedlo Meisenbergsattel, doleva začíná hodně prudké stoupání suťoviskem k nástupu do zajištěné cesty Stodertaler Klettersteig. Po vylezení zajištěnou cestou se dostaneme do plochého sedla mezi vrcholy Weitgrubenkopf a Spitzmauer. Odtud je to už jen kousek na samotný vrchol.

- Normální cesta obchází velmi zdlouhavě přes sedlo Meisenbergsattel vrchol Weitgrubenkopf. Terén je velmi nepříjemný, spousta velkých balvanů, děr a propastí a také není nějak moc dobře značený. Nakonec se cesta dostává stejně jako předchozí do sedla mezi vrcholy Weitgrubenkopf a Spitzmauer a odtud už na samotný vrchol.

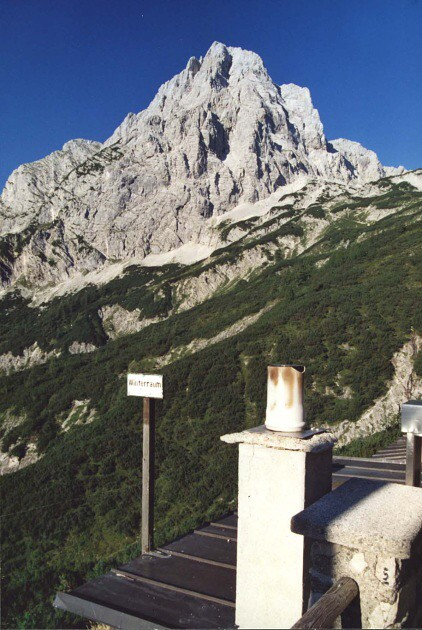
Spitzmauer od chaty Prielschutzhaus

- Ve východní stěně vede mnoho horolezeckých cest, které končí na předvrcholu Hochkareck a odtud dál pokračuje Severovýchodní hřeben obtížnosti 3 UIAA až na vrchol Spitzmauer. V severní stěně jsou nejpopulárnější lezecké cesty Gruberrinne 2 UIAA, Hochkarweg 4 UIAA, Herbert Rieser Gedenkweg 5 UIAA, Hochkarpfeiler 6 UIAA a Direkte Hochkarpfeiler 7. Všechny výstupy jsou lámavé a pokryté volnou sutí.

## Obtížnost
- Zajištěná cesta Stodertaler Klettersteig mírně obtížná (hodnocena jako B).
- Normální výstupová cesta je těžší chodecký terén.
- Nutná jistá chůze a odolnost závratím.

## Časový rozvrh
- Hinterstoder – Prielschutzhaus 2:30 h
- Prielschutzhaus – Spitzmauer přes Stodertaler Klettersteig 2:30 h
- Prielschutzhaus – Spitzmauer přes sedlo Meisenbergsattel 3:30 h

## Mapy
Kompass WK 19 (Totes Gebirge) 1:50 000